# Colegiul Național „Sfântul Sava” din București
Colegiul Național „Sfântul Sava” (CNSS) este o instituție de învățământ preuniversitar de prestigiu din București, România. Este descendentul direct al Academiei Domnești, divizate în 1864 de domnitorul Alexandru Ioan Cuza în Universitatea din București și prezentul colegiu. Patronul instituției este Sfântul Sava. Din 1948 până în 1990 a purtat numele „Liceul Nicolae Bălcescu”, fiind numit după revoluționarul pașoptist, fost elev al colegiului.

## Istoric

### Colegiul „Sfântul Sava” (1694-1864)
A fost fondat în 1694, la îndemnul stolnicului Constantin Cantacuzino, de către domnitorul Constantin Brâncoveanu sub numele de Academia Domnească de la Sfântul Sava și era dispus inițial în clădirile Mănăstirii Sfântul Sava, astăzi Universitatea din București.
Limba folosită în cadrul procesului de educație era limba greacă, până în 1818, când la inițiativa lui Gheorghe Lazăr, învățământul a început să se facă în limba română la toate nivelurile. Colegiul cuprindea prin 1831 treptele de "umanioare" (gimnaziu) (patru ani), de "învățături complementare" (trei ani) și de "cursuri speciale" (învățământ superior, trei ani).
În cadrul colegiului s-a înființat prima bibliotecă națională a românilor, în anul 1836. În prezent, biblioteca Colegiului Național „Sfântul Sava” are peste 31.000 de volume care sunt depozitate în dulapurile proiectate de Theodor Amman, fost profesor al liceului.
Academia s-a divizat în anul 1864 la inițiativa domnitorului Alexandru Ioan Cuza, ramura academică fiind convertită în Universitatea din București, iar cea de educație secundară fiind organizată în Colegiul „Sfântul Sava” (instituția a purtat mai multe nume de-a lungul deceniilor).

### 1864-1948
Sediul colegiului era pe str. Dr. Karl Lueger, în prezent str. general Henri Mathias Berthelot din sectorul 1.

### Colegiul Național „Sfântul Sava” (1990-prezent)
Colegiul continuă să fie cea mai bună instituție de învățământ liceal din România. În 2022 liceul a avut cea mai mare medie la examenul de bacalaureat la nivel național și o promovabilitate de 99,5%.

## Personalități

### Absolvenți
| - Grigore Alexandrescu - Tudor Arghezi - Nicolae Bălcescu - Constantin I.C. Brătianu | - Ion I.C. Brătianu - Silviu Brucan - Dumitru Caracostea - Ion Gheorghe Duca | - Dragomir Hurmuzescu - Take Ionescu - Alexandru Marghiloman - Mihai al României | - Constantin A. Rosetti - Gheorghe Tătărăscu - Christian Tell - Vasile Urseanu |

### Profesori celebri
| - Emanoil Bacaloglu - Harry Brauner - Henri Coandă - Nicolae Filimon - Gheorghe Lazăr | - Gala Galaction - Alexandru Graur - Spiru Haret - Iulia Hasdeu - Eugen Ionescu - Nicolae Iorga | - Eugen Jebeleanu - Ioan Maiorescu - Eftimie Murgu - Alexandru Odobescu - Anton Pann - Vasile Pârvan | - Camil Petrescu - Alexandru Sahia - Barbu Ștefănescu Delavrancea - George Topîrceanu - Carol Wallenstein de Vella - Duiliu Zamfirescu |